# Leporella (Stefan Zweig)
Leporella ist eine Novelle von Stefan Zweig aus dem Jahr 1929. Sie handelt von der Magd Crescentia, die ihrem Tiroler Dorf den Rücken kehrt. Anstellung in einem besseren Wiener Haus bringt ihr kein Glück.

## Handlung
Die 39-jährige Magd Crescentia Anna Aloisia Finkenhuber lässt sich aus ihrem Zillertaler Gebirgsdorf als Dienstmädchen in Wien anwerben. Sie wurde unehelich geboren, ist unverheiratet und ist im Laufe der Jahre eine bigotte, verbitterte alte Jungfer geworden. Nachdem der Hausherr ihr einmal einen Klaps auf den Hintern verabreicht hat, ist sie ihm nahezu „hündisch ergeben“. Als seine hysterische Ehefrau für zwei Monate in ein Sanatorium abgereist ist, lebt Crescentia förmlich auf. Der Hausherr lässt sich nun auf erotische Abenteuer ein und bringt eine Gespielin nach der anderen mit ins Haus. Crescentia übernimmt dabei sogar die Rolle einer Kupplerin für ihren Herrn und findet Gefallen an ihrer neuen Rolle. Eine dieser jungen Frauen, eine angehende Opernsängerin, nennt den Freiherrn von F. humoristisch einen Don Juan. Seine Dienerin Crescentia bezeichnet sie scherzhaft als 'Leporella', und zwar in Analogie zur Diener-Figur Leporello in Mozarts Oper "Don Giovanni". Die vorher so dumpfe Crescentia erlebt diese ironische Umbenennung wie eine persönliche Auszeichnung. Nachdem die Hausherrin von der Kur zurückgekehrt ist, flieht der Freiherr aus seiner durch die permanenten Streitigkeiten unerträglich gewordenen Ehe und geht in den Alpen auf die Jagd. Sein im Zorn gesprochenes Abschiedswort „Da muß einmal ein Ende gemacht werden“ nimmt Leporella allzu wörtlich: Während seiner Abwesenheit bringt Crescentia die Hausherrin um, behauptet aber, diese habe Suizid begangen, und findet mit ihrer Lüge bei der offiziellen Untersuchung des mysteriösen Todesfalles Gehör.
Mit der Sympathie des Freiherrn für Leporella ist es jedoch vorbei. Wieder zu Hause, fürchtet er sich zusehends vor ihr und flüchtet wochenlang zu Freunden nach Kärnten. Grauen erfasst den Freiherrn nach seiner Heimkehr, als er wohl oder übel wieder mit Leporella unter einem Dach hausen muss. Die Dienstmagd begreift den Grund für seine beharrliche Abneigung nicht und ist von seiner Distanzierung zutiefst betroffen. Als der Freiherr schließlich einen Diener einstellt und dieser nach einiger Zeit mit Zustimmung seines Herrn Leporella entlässt, setzt sie ihrem Leben mit einem Sprung von der Brücke des Donaukanals ein Ende.

## Verfilmung
Dagmar Damek verfilmte die Novelle 1991 mit Jessica Kosmalla, Max Tidof und Gila von Weitershausen für das Fernsehen.